# Ashby (récit)
Pour les articles homonymes, voir Ashby.
Ashby est un récit de Pierre Guyotat écrit en 1963 et publié en 1964 aux éditions du Seuil. Le prologue en italique en avait été écrit au début de 1962, Pierre Guyotat étant soldat dans la guerre d'Algérie.

## Éditions
L'œuvre a été rééditée en 2005 au Seuil dans la collection Fiction & Cie,et reprise dans la collection Folio (no 4718) chez Gallimard en 2008, avec Sur un cheval.

## Thèmes
Au Sud-Est de l'Écosse, dans les forêts de Wooler (Northumberland), dans un château, une famille atypique autour d'Angus Ashby (Aliocha), narrateur, né vers 1920, devenant Lord Ashby, à la mort de son père.
Il est en relation sentimentale et sexuelle dès la préadolescence avec Drusilla, née vers 1922, plus tard Lady Drusilla, cygne sauvage, orpheline après l'incendie du château familial et recueillie par Lady Ashby (mère d'Angus).
Elle prend en partie la place de Tess, ma sœur aînée morte à 15 ans.
Une préceptrice irlandaise, Mlle Fuhlalba, a la charge des deux préadolescents, seuls, pendant trois ans.
Une partie des scènes se déroule dans la Chambre Ardente, sous le portrait de l'arrière-grand-mère, Ivy Désir (1801-1820).
De 13 à 16 ans, Drusilla est placée en couvent-collège.
Parmi les domestiques, le garde forestier, Johnson, est le plus présent dans le récit, puisqu'il a aussi la charge des chevaux.
Les étés se déroulent à l'île de Lindisfarne, où apparaissent quelques connaissances, dont Dorothy (de Vearnevon) et Floss Mellifont.
Après la guerre, vers 1946, Angus épouse Drusilla : innocence et perversité, je la soupçonnais parfois de céder à la tentation du bien (p. 73).
Pendant quelque temps, ont lieu des réceptions fastueuses au château, avec de nombreux changements.
Des échanges s'opèrent avec la famille Chevelure, à Bramard, en France, et qui ont embauché Mlle Fuhlalba (renvoyée d'Ashby).
Des quatre frères Chevelure, seul se détache Valentin, alias Donalbain (d'après un personnage du Macbeth de Shakespeare).
Une attirance relie Drusilla (24 ans) et Donalbain (14 ans).
La relation est perturbée par la présence de Roger, neveu de Mlle Fuhlalba.
Les étés à Berwick-upon-Tweed s'organisent avec Laurie Pistill, 80 ans, veuve de Sir Edmond Pistill (assassiné par les Boers en 1905), qui tient un magasin d'alimentation : nos chevaux se cabrent devant les tramways.
Apparaît la figure d'un jeune officier, Courtney Bon, qui s'attache à Drusilla.
L'année suivante, il est reçu au château d'Ashby pour un mois avec son épouse et leur tout jeune enfant. Leur séjour se termine en désastre.
Les relations sentimentales, très libres (amour, désir, séduction, attirance, répulsion, indifférence, pouvoir, lucidité), deviennent plus inquiétantes avec le nouveau domestique, Edward, 17 ans, blond, distingué, discret, croyant, et qui se charge presque de convertir Angus. 
La venue d'un nouvel ami de compagnie, Moktir (10 ans), accélère la détérioration des relations.
Cet être de lumière (p. 138), isolé parmi les domestiques roués, connaît une fin tragique, quoi qu'en pense Carmilla.
L'épilogue est constitué d'une lettre de Courtney Bon à Valentin Chevelure, rédigée à Berwick à l'été 1952.
Il y évoque Drusilla disparue, et sa voix qui était celle des arbres la nuit, prudente, enfantine, prudente et soudain précipitée (p. 162).

## Prix
Cet ouvrage est honoré du prix Alfred-Née de l’Académie française en 1965.